# Sar-e Pol (città)
Sar-e Pol (o Sari Pul, سر پل in persiano) è il capoluogo dell'omonima provincia e dell'omonimo distretto.
Situata nel nord dell'Afghanistan si erge a 888 m s.l.m. ed ha una popolazione di ca. 136 000 abitanti (2006).